# Парламентские выборы в Испании (1898)
Парламентские выборы в Испании 1898 года прошли 27 марта.

## Предыстория
Во второй половине 1890-х годов Испания переживала серьёзные внутри- и внешнеполитические кризисы. 24 февраля 1895 года на востоке Кубы началось восстание против испанского владычества, третий и последний военный конфликт между Кубой и Испанией. Новый кубинский губернатор генерал Валериано Вейлер-и-Николау, в дальнейшем получивший прозвище «Мясник» за свои действия по подавлению Кубинской революции, пытаясь лишить революционеров поддержки сельского населения начал искусственно создавать голод на островн. Десятки тысяч мирных кубинцев стали умирать от голода и болезней. Кубинские газеты развернули целую кампанию о голоде в стране, тем самым, пытаясь призвать на помощь третью державу, а именно соседние США. Если первоначально Вашингтон, не желая видеть у себя под боком новое независимое государство, занимал нейтральную позицию, то позже власти США перестали задерживать суда, незаконно переправляющие оружие на Кубу, тем самым помогая антииспанскому движению.
4 апреля 1896 года Государственный департамент США направил ноту испанскому посланнику в Вашингтоне, в которой Соединённые Штаты предложили Испании помощь в «незамедлительном умиротворении острова». Летом того же 1896 года на Филиппинах вспыхнуло восстание против Испании. Если ранее Вашингтон, рассчитывая на тяжёлое положение Испании, полагал, что Мадрид примет предложение США и тем самым допустит возможность широкого и открытого вмешательства в дела Кубы американцам, то после того, как восстание охватило и Филиппины, Америка стала готовиться к захвату испанских колоний.
Несмотря на то, что генерал Вейлер, опираясь на 200-тысячный контингент сумел почти подавить восстание, власти Испании, опасаясь вмешательства США, изменили свою политику в отношении колоний и пошли на ряд уступок. В апреле 1897 года на Кубе состоялись так называемая малые правовые реформы. В октябре новым губернатором вместо «Мясника»-Вейлера стал генерал Бланко и репрессии против мирных жителей прекратились. В ноябре была объявлена амнистия всем кубинским политзаключённым, а также предоставлено всеобщее избирательное право кубинцам мужского пола старше 25 лет. 1 января 1898 года власти Испании сформировали временное автономное правительство Кубы. Выборы в испанский Конгресс депутатов 1898 года, на Кубе состоявшиеся 19 марта, проходили уже на основе всеобщего избирательного права.
Несмотря на изменение политики Мадрида по отношениею к колониям, в прессе США появляются статьи, во многих из которых утверждается, что испанское правительство намеренно морит голодом Кубу. 25 января 1898 года в Гаванскую бухту, якобы с дружественным визитом, входит броненосец ВМФ США «Мэн». 15 февраля на американском корабле происходит мощный взрыв. В результате погибло 266 граждан США. Американские газеты утверждали, что это была провокация Испании. Правительство США развёртывает широкую пропаганду в поддержку национально-освободительного восстания в испанских колониях. И, несмотря на то, что уже к концу 1897 года на Кубе осталось не более 3000 партизан, США, как считается, «навязали» Кубинскому правительству свою помощь.
Внутри самой Испании также нарастали противоречия. Отправка войск на Кубу сопровождалась протестами с участием республиканцев, многие из которых поддерживали стремление колоний добиться большей свободы. Кампания террора против чиновников и проправительственных политиков, развязанная анархистами, увенчалась убийством председателя Совета министров Антонио Кановаса дель Кастильо 8 августа 1897 года. 9 августа новым главой правительства стал генерал Марсело Аскаррага (Либерально-консервативная партия), но уже 4 октября его на посту председателя Совета министров сменил либерал Пракседес Матео Сагаста, занимавший этот пост до 4 марта 1899 года. 4 марта 1898 года парламент был распущен и объявлены новые выборы.
После смерти Кановаса дель Кастильо большая часть испанских консерваторов присоединились к Консервативному союзу Франсиско Сильвелы-и-Ле Веллёза, за исключением сторонников Карлоса О'Доннелла, герцога Тетуанского, и последователей Франсиско Ромеро Робледо.
Республиканская прогрессистская партия во главе с Хосе Мария Эскуэрдо и Федеративная демократическая республиканская партия Франсиско Пи-и-Маргаля решили бойкотировать голосование. Республиканская централистская партия Сальмерона и Аскарате вместе с Национальной республиканской партией, валенсийским республиканцем Висенте Бласко Ибаньесом и частью экс-посибилистов образовали коалицию «Республиканское объединение» (исп. Fusión Republicana).

## Результаты
27 марта был избран 401 член Конгресса депутатов в самой Испании, 16 депутатов в Пуэрто-Рико (13 из них представляли Автономистскую партию Пуэрто-Рико, союзника испанской Либеральной партии, 3 — Безусловно испанскую партию, выступавшую против независимости острова, союзника консерваторов) и 30 на Кубе (21 от Либеральной автономистской партии, 7 от Кубинского конституционного союза, среди которых 4 консерватора и 3 либерала, а также 2 независимых).
Победу на выборах одержала Либеральная партия во главе с Пракседесом Матео Сагастой. Считая союзников из числа баскских династистов, консерваторы смогли получить 272 места в Конгрессе депутатов (67,83 %).. Их главным оппонентам, консерваторам Франсиско Сильвелы-и-Ле Веллёза, Карлоса О'Доннелла, герцога Тетуанского, и Франсиско Ромеро Робледо пришлось удовлетвориться 97 местами (24,19 %). Республиканцы, часть которых бойкотировали выборы, смогли увеличить своё представительство в парламенте в 4,5 раз, с 4 мест до 18, из них 6 завоевали экс-посибилисты, 2 централисты и одно валенсийский республиканец Бласко Ибаньес.
Итоги выборов в Конгресс депутатов Испании 27 марта 1898 года
| Партии и коалиции                                            | Партии и коалиции                | Партии и коалиции                     | Партии и коалиции                   | Лидер                           | Голоса | Голоса | Голоса | Места      | Места      | Места  |
| Партии и коалиции                                            | Партии и коалиции                | Партии и коалиции                     | Партии и коалиции                   | Лидер                           | #      | %      | +/−    | Места      | +/−        | %      |
| ------------------------------------------------------------ | -------------------------------- | ------------------------------------- | ----------------------------------- | ------------------------------- | ------ | ------ | ------ | ---------- | ---------- | ------ |
|                                                              |                                  | Либеральная партия                    | исп. Partido Liberal, PL            | Пракседес Матео Сагаста         |        |        |        | 272        | ▲174       | 67,83  |
| Все либералы                                                 | Все либералы                     | Все либералы                          | Все либералы                        | Все либералы                    |        |        |        | 272        | ▲174       | 67,83  |
|                                                              |                                  | Консервативный союз                   | исп. Unión Conservadora, UC         | Франсиско Сильвела-и-Ле Веллёза |        |        |        | 82         | ▲70        | 20,45  |
|                                                              | Либерально-консервативная партия | исп. Partido Liberal-Conservador, PLC | Карлос О'Доннелл, герцог Тетуанский |                                 |        |        | 9      | ▼263       | 2,24       |        |
|                                                              | Либерально-реформистская партия  | исп. Partido Liberal Reformista, PLR  | Франсиско Ромеро Робледо            |                                 |        |        | 6      | Первый раз | 1,5        |        |
| Все консерваторы                                             | Все консерваторы                 | Все консерваторы                      | Все консерваторы                    | Все консерваторы                |        |        |        | 97         | ▼175       | 24,19  |
|                                                              |                                  | Республиканское объединение           | исп. Fusión Republicana             | Николас Сальмерон               |        |        |        | 18         | Первый раз | 4,49   |
| Все республиканцы                                            | Все республиканцы                | Все республиканцы                     | Все республиканцы                   | Все республиканцы               |        |        |        | 18         | ▲14        | 4,49   |
|                                                              |                                  | Традиционалистское причастие          | исп. Comunión Tradicionalista, CT   | Маркиз де Серральбо             |        |        |        | 6          | ▼4         | 1,5    |
|                                                              | Независимые католики             | исп. Católico independiente           | Маркиз де Сантильяна                |                                 |        |        | 1      | ▬          | 0,25       |        |
| Все карлисты и традиционалисты                               | Все карлисты и традиционалисты   | Все карлисты и традиционалисты        | Все карлисты и традиционалисты      | Все карлисты и традиционалисты  |        |        |        | 7          | ▼4         | 1,75   |
|                                                              | Независимые                      | Независимые                           | Независимые                         | Независимые                     |        |        |        | 7          | ▲5         | 1,75   |
|                                                              |                                  |                                       |                                     |                                 |        |        |        |            |            |        |
| Всего                                                        | Всего                            | Всего                                 | Всего                               | Всего                           | н/д    | 100,00 |        | 401        | ▬          | 100,00 |
|                                                              |                                  |                                       |                                     |                                 |        |        |        |            |            |        |
| Источник: - Historia Electoral - Spain Historical Statistics |                                  |                                       |                                     |                                 |        |        |        |            |            |        |

1. ↑  Включая 4 баскских династистов
2. ↑  Включая маркиза де Кабриньяна, избранного в Мадриде с 24 000 голосами при поддержке либералов

## Результаты по регионам
Либералы заняли первое место по количеству избранных депутатов в 43 провинциях. Консервативный союз смог победить в провинциях Овъедо (ныне Астурия) и Авиле. В Сеговии и Сории мандаты поделили либералы и консерваторы-сильвелисты, в Бискайе — либералы, сильвелисты и тетуанисты, в Наварре — либералы, сильвелисты и карлисты. В двух из четырёх крупнейших городов страны уверенную победу смогли одержать либералы, завоевав 5 мандатов из 8 в Мадриде и 3 из 4 в Севилье. Также либералы взяли один мандат в  Валенсии. В Барселоне победу завоевала Монархическая коалиция, получив 3 мандата из 5 (два у либералов и один у сильвелистов). Объединённые республиканцы завоевали 2 мандата в Барселоне (один из них взял экс-посибилист) и по одному в Мадриде и Валенсии (Бласко Ибаньес). Консерваторы-сильвелисты получили по одному мандату в Мадриде, Севильи и Валенсии. Один мандат в Мадриде взял при поддержке либералов независимый кандидат маркиз де Кабриньян.

## После выборов
21 апреля 1898 года члены Конгресса депутатов нового созыва выбрали председателя. Им стал Антонио Агилар, маркиз де-ла-Вега-де-Армихо (Либеральная партия), за которого проголосовали 248 парламентариев. Председателем Сената стал Эухенио Монтеро Риос (Либеральная партия).
Срок полномочий Конгресса депутатов 1898—1899 годов проходил под знаком борьбы испанских колоний за свою независимость и испано-американской войны, предлогом для которой стал взрыв на американском броненосце «Мэн», находившимся в тот момент в Гаване. 18 апреля Конгресс США потребовал от Испании вывести войска с Кубы и признать её независимость; разрешив президенту Мак-Кинли употребить для достижения этой цели вооружённые силы. 22 апреля флот США начал блокаду Кубы. В ответ на это Испания 23 апреля объявила войну Соединённым Штатам. Боевые действия шли одновременно в Вест-Индии (Куба и Пуэрто-Рико), Филиппинах и тихоокеанском острове Гуам. Война продолжалась около 3,5 месяцев и завершилась полным поражением Испании, которая была вынуждена заключить перемирие с США 12 августа 1898 года. В декабре того же 1898 года был подписан Парижский мирный договор, согласно которому Испания отказалась от прав на Кубу, уступила США Пуэрто-Рико и другие острова, находящиеся под её суверенитетом в Вест-Индии, Гуам, а также Филиппинские острова за $21 млн. Куба была провозглашена независимым государством, оказавшись под сильным влиянием США, а Пуэрто-Рико, Филиппины и Гуам стали владениями Соединённых Штатов.